# Fittingia paniculata
Fittingia paniculata är en viveväxtart som beskrevs av H. Takeuchi. Fittingia paniculata ingår i släktet Fittingia och familjen viveväxter. Inga underarter finns listade i Catalogue of Life.